# Ў
Ў, ў («у з краткою», «у нескладотворче», біл. у нескладовае, u nieskładovaje, англ. Short U) — кирилична літера, двадцять друга літера білоруського кириличного алфавіту, яка відсутня в інших кириличних слов'янських алфавітах. Ця літера використовується в кількох мовах колишнього СРСР, для яких радянські лінгвісти розробили варіанти кириличної абетки (дунганська, осетинська, юїтська, нівхська, каракалпацька, мансійська, ескімоська мови). Ця літера також використовується в узбецькому кириличному алфавіті, яка відповідає Oʻ в узбецькому латинському алфавіті.
Зараз вона використовується в українській мовознавчій літературі, а раніше в правописі Шашкевича — «Русалка Дністрова» — у тих же самих випадках, що в білоруській мові — ўнуку, моўчу, кроў.
Літера ў передає звук /w/ на початку слова перед приголосними, у середині слова після голосних перед приголосними і в кінці слова після голосних: ўчора, воўна, любоў.

## Назва
У білоруській мові ця літера називається «у нескладове». В українській мові цей звук має назву «у нескладотворче» і відображається на письмі літерою в.

## Історія
Вважається, що причиною появи звуку /w/ замість етимологічного /v/ (кров, правда) була наявність у старобілоруських діалектах губних /w/ проти губних /v/ у росіян та поляків, а причина — падіння зменшеного [ъ], [ь]. Невідомо точно, коли відбувся цей перехід, але вже в грамоті 1229 р. Було записано: підтвердити; уздоумалъ; оу ризє; ou rouse; устоко (рот); ou smolnesk; брати; назад і т. д. У частині випадків походження цього звуку є наслідком впливу балтських діалектів, для яких притаманні дифтонги.
Графічно буква ў походить від злиття Іжиці з Бревісом (Ієренська влада, Егерська Пучина та ін.), Що використовувалось у деяких старобілоруських виданнях 16 — початку 17 століть. Пізніше цей символ використовувався в румунській кирилиці, звідки його запозичили у 1837 році упорядники збірки української поезії «Русалка Дністрова». У передмові автори, серед іншого, писали: «… ми прийняли сербську џ… і волоську ў…». У цій книзі y було використано переважно замість етимологічного /l/, де цей звук вже перетворився на звук /w/ в українській мові.
Вперше в сучасній білоруській мові окрема буква для звуку /w/ з'явилася в середині XIX століття білоруською латиною в різних варіантах — ú з гачком (ǔ), w̆, ŭ. У поетичній брошурі Яна Чачота «Da milych mužyczkoú», опублікованій у 1846 р., Лист виглядав як u з тире — ú. Вінсент Дунін-Марцінкевич використовує курсив u (на відміну від звичайного u для голосного звуку /u/, наприклад: jon umieu). Звичайне u розміщується на місці інфінітива в публікаціях Кастуся Каліновського 1862—1863 рр. Існують також варіанти u з гачком (ǔ). W з бревісом (w̆) використовував Броніслав Епімах-Шипіла (1889). У 1897 р. Вийшов перший том «Народу Білорусі» етнографа Михайла Федоровського; по всьому багатотомнику є багато автентичних текстів, написаних Федоровським білоруською латиною. У цих записах у позиції після голосних звук /w/ (в інфінітиві) передається як u̯ (наприклад: kazau̯; pierapau̯zła; jak u̯ziau̯ від u̯ ruku; uhledzieu̯), тоді як ŭ використовувалася для дуже короткого (і в розмовній мові часто випадаючого) /u/ (наприклад, pakazŭwaj; padwiazŭwaje; panakruczŭwała, dziakŭwać Bohu). І лише у Богушевича лист набуває своєї сучасної форми — ŭ. Він використовується у краківському виданні Франциска Богушевича «Дудка Бяларуська» 1891 року.

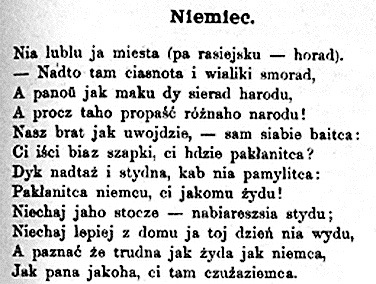
Францішек Богушевич, «Німець» — звук [w] записаний латинською літерою ŭ

Не пізніше 1870 року до білоруської кирилиці входить окрема буква для звуку /w/. У 1870 р. Російський дослідник фольклору Петро Бессонов запропонував використовувати поєднання з бревісом ŭ як еквівалент латининки для білоруської мови. У 1874 році етнограф Павло Шейн видав книгу «Білоруські народні пісні», в якій авторський текст є російською мовою, але передача автентичних текстів білоруських пісень білоруською мовою. Тут послідовно застосовується буква ў, наприклад: не даў, слаўны, жоўтымъ зярномъ, а ўзяў вутку, заўтра раненька, нясуць намъ бутэлькі поўненькі. Використовується ў в «Смоленській етнографічній збірці» Володимира Добровольського, виданій у 1891 р. У Петербурзі: чоловік радив, не знав про це, борг, взяв, вони ще не всі. Серед найбільш ранніх випадків використання кириличного листа в — брошурі з віршем, опублікованій у Петербурзі в 1895 р. — А. Дж. (Олександр Єльський) "Синку! Історія справжнього випадку 1895 року ". Є лист і в посмертному виданні Янки Лучини «Вязанка» (1903). До 1907 року його почали застосовувати в білоруській кирилиці більш-менш послідовно.
У першій третині ХХ століття, у зв'язку з політикою білорусизації в БРСР, правопис білоруської мови був предметом тривалих дискусій, серед іншого, виникало питання про доцільність позначення чи не позначення літер ў і ґ. Язеп Лесик, зокрема, висловився проти цієї літери в листі. У результаті правописна комісія 1926 р. Вирішила: не позначати в правописі позиційне чергування і/й (даволі й гэтага → даволі і гэтага), а вказувати чергування у/ў (крім запозичених слів та власних назв). Ці постанови в 1933 р. були введені в правопис.

## Вимова
Літера ў передає /w/ — дзвінкий губно-м'якопіднебінний апроксимант. На відміну від голосної /u/, вона приголосна. Цей звук відображається літерою в у словах любов, вовна, вчора — ⟨л'убоў⟩, ⟨воўна⟩, ⟨ўчора⟩.

## Використання

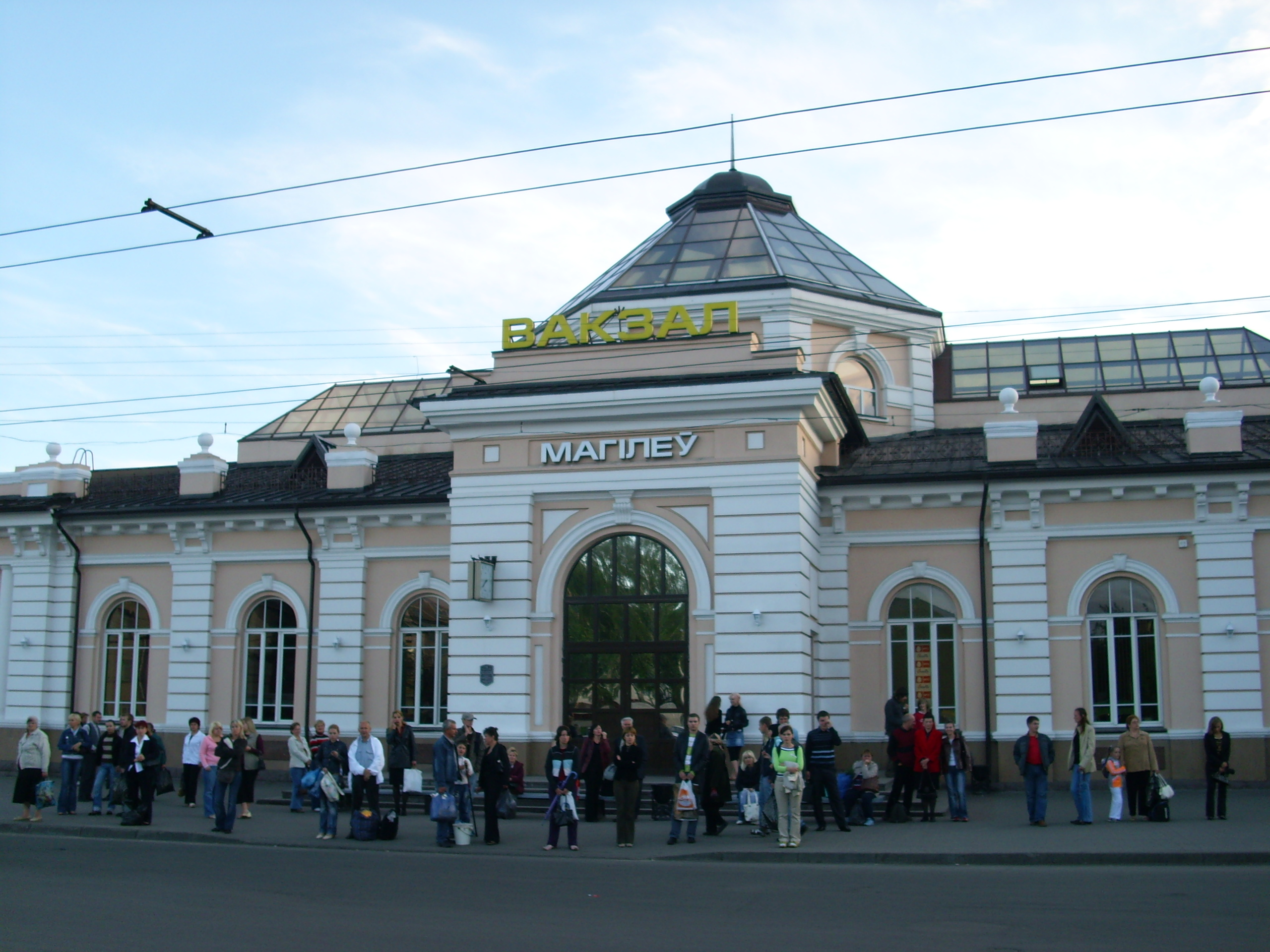
Білоруськомовний напис «Магілёў» на вході у вокзал станції Могильов I

### Білоруська мова
Ў — 22-га літера білоруської абетки, що позначає фонему /ў/ — дзвінку двогубну фрикативну приголосну, яку можна почути, приміром, в українських словах пішов, вовк, мавпа тощо. Частіше за все ця фонема вимовляється як дзвінкий губно-м'якопіднебінний апроксимант /w/, але може також звучати як дзвінкий губно-губний фрикативний /β/ або губно-зубний апроксимант /ʋ/.
У питомих білоруських словах ця літера вживається лише перед приголосними й наприкінці слова. Вона чергується з літерами в та л перед голосними, наприклад: хлеў — хляву (хлів — хліву), быў — былі (був — були), галава — галоўка (голова — голівка) тощо. В ў також переходить у після голосної: хлеб увесь — хлеб зьелі ўвесь; улез у хату — увайшлі ў хату. У чергуванні ў-л відбито історичне утворення відповідного звуку з темного л у слов'янських мовах.
Чергування не відбувається:
- після пунктуації;
- на початку слова, що починає речення;
- у словах, у яких наголос падає, і похідних від них: ля урны, трыумф, трыумфальны;
- на початку власних імен та назв: кніга Уладзіміра, ва Узбекістане;
- у кінці незмінних запозичених слів: ноу-хау, шоу, фрау;
- у запозичених словах, що закінчуються на -ум, -ус та їх похідних: прэзідыум, кансіліум, соус, страусіны.

### Українська мова

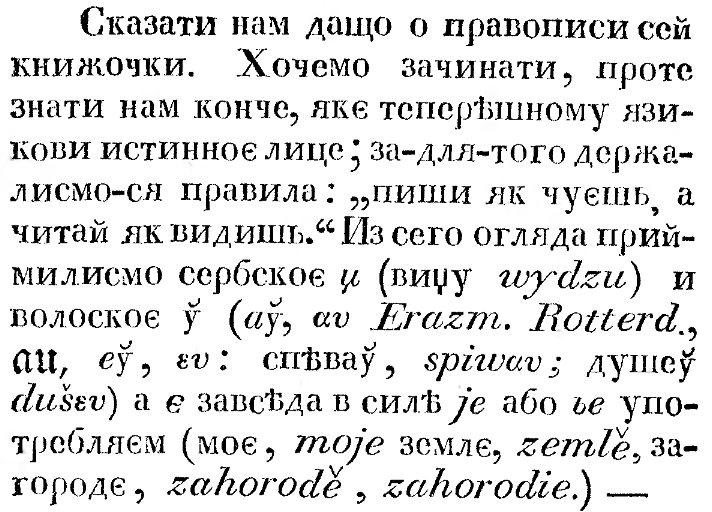
Ў у «Русалці Дністровій (Правопис Шашкевича)»

У чинному українському правописі ў відсутня, але вона використовувалася у правописі «Русалки Дністрової» (Правопис Шашкевича) — у тих же самих випадках, що надалі в білоруській (ўнуку, моўчу, кроў). У «Русалці Дністровій» ў використовували здебільшого замість етимологічного л, там, де позначуваний ним звук уже перетворився на /ў/ в українській мові). У передмові до альманаху укладачі, зокрема, написали таке.:
|  | …приймилисмо сербскоє џ (виџу wydzu) и волоскоє ў (аў, αυ Erazm. Rotterd., au, еў, ευ: спѣваў, spiwαυ; душеў, dušευ)… |

 («Ми прийняли сербське џ… та волоське ў…»).

### В абетках для неслов'янських мов
Окрім білоруської, жодна інша слов'янська мова зараз не застосовує цієї літери, хоч вона наявна в українській мовознавчій літературі. Серед неслов'янських мов, що записують кирилицею, ў вживається в дунганській мові, яка була введена в 1953 році. Узбецька і каракалпацька мови також послуговувалися нею до переходу на латинську абетку 1992-го року. Використовується в кириличному алфавіті нівхської мови, введеному наприкінці 1970-х.
До латинізації в 1923 р. літера ў використовувалась для написання осетинських текстів (так званий «алфавіт Шегрена»), зокрема, в першій осетинській газеті «Залізний вісник» (1906). У 1961—1964 роках в Карачаєво-Черкесії до 1970-х років використовувалась літеру ў. У 1989 році цю літеру планувалося ввести в татарський алфавіт.

## Пам'ятник

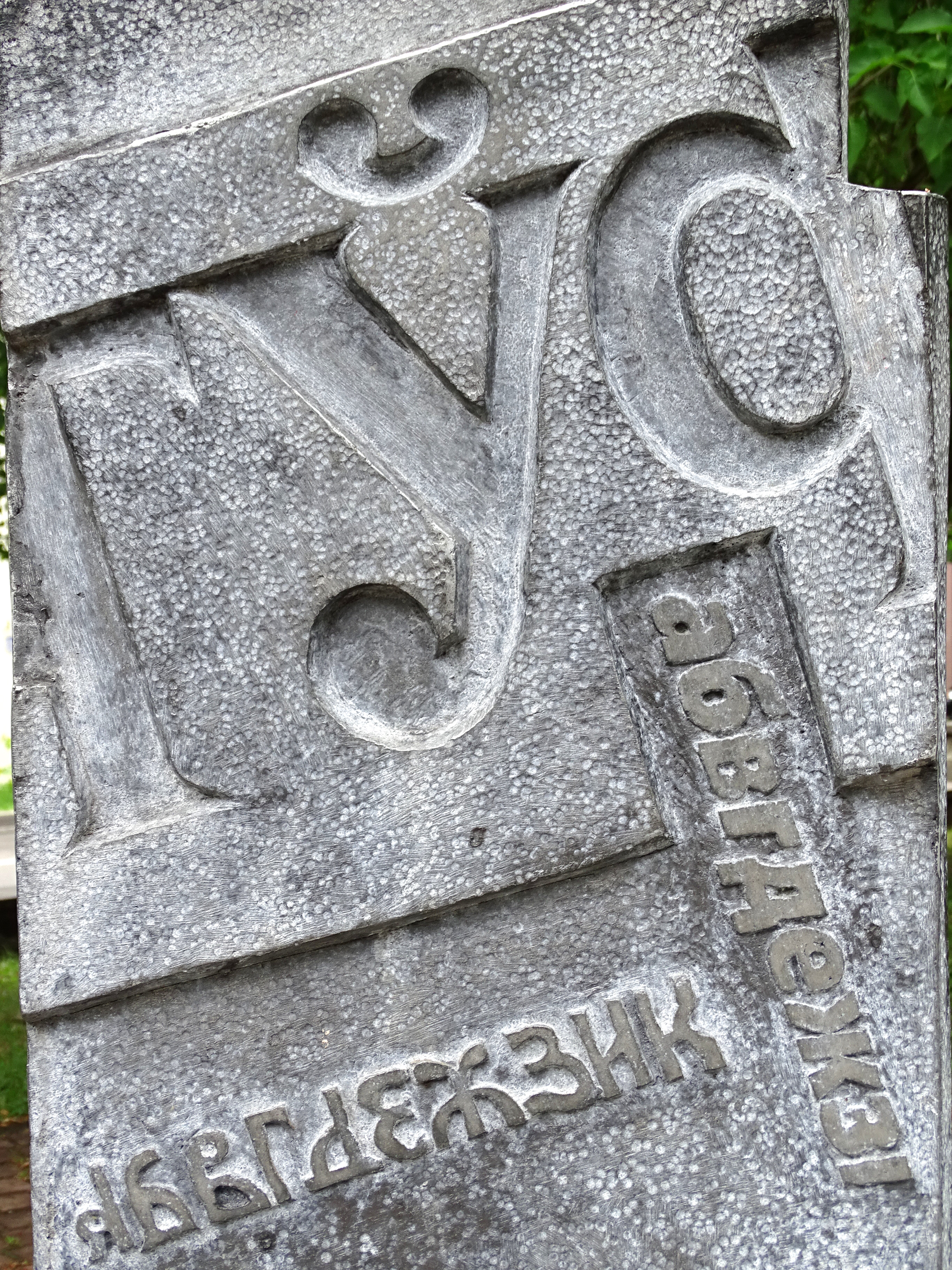
Пам'ятник літері Ў в Полоцьку (фрагмент)

У вересні 2003 року під час святкування «Днів білоруської писемності» (біл. Дні беларускай пісьменнасьці) Полоцька міська влада встановила у найдавнішому білоруському місті пам'ятник на честь цієї унікальної для білоруської мови літери. Початковий задум пам'ятника належить білоруському каліграфові професору Павлові Семчанку — дослідникові шрифтів.

## Білоруська розкладка клавіш

Розклад клавіш білоруської клавіатури

У білоруській розкладці клавіатури літера Ў посідає місце Щ.

## Факти
- У поетичній мові, щоб зберегти ритм, поети іноді допускають відхилення від норм вживання в (частіше це пов'язано з прийменником «у»).
- Цікавий факт: прислів'я «па-узбекску», «па-удмурдску», згідно зі «Словником білоруської мови: Правопис. Ортоепія. Акцентуація. Зміна слів» (під редакцією М. В. Бірилого, Мінськ, 1987), пишуться зі складною у вигляді слів з іноземним коренем, але в книзі «Білоруський правопис» (В. Куликович, Мінськ, 1998) прислівник «па-ўзбекску» ілюструє написання ў після дефісу.
- Клавіатура: Num Lock Alt+759 або Num Lock Alt+0161

## Таблиця кодів
| Кодування            | Регістр | Десятковий код | 16-ковий код | Двійковий код                       |
| -------------------- | ------- | -------------- | ------------ | ----------------------------------- |
| UTF-8                | Мала    | 209 158        | D1 9E        | 11010001 10011110                   |
| UTF-8                | Велика  | 208 142        | D0 8E        | 11010000 10001110                   |
| UTF-16 (ціла літера) | Мала    | 1118           | 045E         | 00000100 00001110                   |
| UTF-16 (ціла літера) | Велика  | 1038           | 040E         | 00000100 01011110                   |
| UTF-16 (розклад)     | Мала    | 69403398       | 0423 0306    | 00000100 00100011 00000011 00000110 |
| UTF-16 (розклад)     | Велика  | 71500550       | 0443 0306    | 00000100 01000011 00000011 00000110 |
| ISO 8859-5           | Мала    | 174            | AE           | 10101110                            |
| ISO 8859-5           | Велика  | 254            | FE           | 11111110                            |
| KOI-8                | Мала    | 190            | BE           | 10111110                            |
| KOI-8                | Велика  | 174            | AE           | 10101110                            |
| Windows-1251         | Мала    | 161            | A1           | 10100001                            |
| Windows-1251         | Велика  | 162            | A2           | 10100010                            |